# Uwe Pralle
Uwe Pralle (* 10. November 1954 in Celle; † 15. Januar 2008 in Berlin) war ein deutscher Kulturjournalist.

## Leben
Uwe Pralle wuchs in Celle auf, wo er die Grundschule und das Hermann-Billung-Gymnasium besuchte, an dem er 1972 das Abitur erwarb. Sein 1973 an der Gottfried Wilhelm Leibniz Universität Hannover begonnenes Studium der Philosophie und Germanistik brach er ohne Abschluss ab, um 1974 nach West-Berlin zu ziehen, wo er seinen Lebensunterhalt u. a. mit Gelegenheitsjobs bestritt. Er widmete sich dem literarischen und essayistischen Schreiben, veröffentlichte jedoch bis auf wenige Ausnahmen keinen dieser Texte. Nach rund zwanzigjähriger Tätigkeit als freier Journalist starb Uwe Pralle im Januar 2008 in Berlin-Friedenau.

## Journalistische Tätigkeit
Pralle nahm im Herbst 1986 eine freie journalistische Tätigkeit auf als Beiträger der Tageszeitung (taz), für die er bis Ende 1988 mehr als 40 Beiträge zur Kulturkritik, Hörfunkhinweise und Besprechungen von Ausstellungen sowie Rezensionen schrieb. Er wechselte im Winter 1990 an die Frankfurter Rundschau, wo bis 2002 über 60 Artikel veröffentlicht wurden, primär Rezensionen zur deutschsprachigen und englischsprachigen Gegenwartsliteratur, aber auch umfangreiche Essays zu Autoren wie Walter Benjamin oder Joseph Roth bzw. zur Geschichte der Frankfurter Zeitung im Nationalsozialismus.
Begleitend zu dieser printjournalistischen Tätigkeit entstanden ab Frühjahr 1987 Beiträge für den Hörfunk, zunächst etwas über ein Dutzend Sendungen für den Sender Freies Berlin, dann ab 1998 im Verlauf eines Jahrzehnts rund 90 Arbeiten für Deutschlandfunk bzw. Deutschlandfunk Kultur, in geringerem Umfang aber auch Sendungen für den Bayerischen Rundfunk, den Norddeutschen Rundfunk und den Südwestrundfunk.
Der Schwerpunkt von Pralles Tätigkeit als freier Beiträger galt aber der Neuen Zürcher Zeitung, für die er im Zeitraum von Anfang 1989 bis zu seinem Tod zu Anfang 2008 weit über 100 Artikel schrieb, wobei die englischsprachige Literatur im Fokus stand. Pralles besondere Aufmerksamkeit galt dabei insbesondere dem Werk von Herman Melville, aber es entstanden auch Beiträge zu Ford Madox Ford, Walker Percy, Alasdair Gray und vielen anderen. Im November 2023 veröffentlichte die RWLE Möller Stiftung in ihrer Schriftenreihe „celler hefte“ zwei Bände mit gesammelten Texten des Kulturjournalisten Uwe Pralle, hrsg. von Uwe Schütte (Berlin) mit Beiträgen u. a. von Oskar Ansull, Alban Nicolai Herbst, Ute Maasberg, Rainer Marwedel, Christian Petzold, Angela Schader.

## Veröffentlichungen (Auswahl)
- Autopsie eines Bestsellers. Lemprière‘s Wörterbuch von Lawrence Norfolk. In: Der Übersetzer. Band 2, 1993, S. 24–25.
- Philosophie in Bruchstücken. Siegfried Kracauers Feuilletons. In: Andreas Volk (Hrsg.): Siegfried Kracauer: Zum Werk des Romanciers, Feuilletonisten, Architekten, Filmwissenschaftlers und Soziologen. Seismo, Zürich 1996, S. 63–79.
- Die toten Winkel der Geschichte. Ausblicke auf das Näherrücken der Nachkriegs-Zeit. In: Neue deutsche Literatur. Band 5, 1998, S. 37–49.
- Die Fliege und die Spinne. Reinhard Jirgl im Gespräch mit Uwe Pralle. In: Schreibheft. Band 54, 2000, S. 109–113.
- Flaschenpost. Ein Erzählungsfragment Franz Hessels. In: Gregor Ackermann (Hrsg.): Über Franz Hessel: Erinnerungen, Porträts, Rezensionen. Oldenburg 2001, S. 255–256.
- Mit einem kleinen Strandspaten Abschied von Deutschland nehmen. In: Torsten Hoffmann (Hrsg.): W.G. Sebald: Auf ungeheuer dünnem Eis. Gespräche 1971 bis 2001. Fischer, Frankfurt am Main 2011, S. 252–263.
- Am Rande der Sprache, Bd. 1, Rezensionen, Portraits, Erinnerungen, hrsg. von Uwe Schütte. „celler hefte“ Nr. 14–15, Celle 2023 ISBN 978-3-9813668-7-7
- Am Rande der Sprache, Bd. 2, Nachlass, Essays, Radioarbeiten, hrsg. von Uwe Schütte. „celler hefte“ Nr. 16–17, Celle 2023 ISBN 978-3-9813668-8-4